# Апартадо
Апартадо (исп. Apartadó) — город и муниципалитет в Колумбии в составе департамента Антьокия. Он расположен невдалеке от Карибского моря и обладает весьма пёстрым этническим составом. Вокруг города расположено множество банановых плантаций.

## Географическое положение

Муниципалитет Апартадо

Город расположен на севере департамента Антьокия в 336 км от его столицы Медельина. Абсолютная высота — 30 метров над уровнем моря.

Площадь муниципалитета составляет 607 км².

## Население
По данным Национального административного департамента статистики Колумбии, совокупная численность населения города и муниципалитета в 2012 году составляла 162 914 человека.
Динамика численности населения города по годам:
| 2005    | 2006    | 2007    | 2008    | 2009    | 2010    | 2011    | 2012    |
| ------- | ------- | ------- | ------- | ------- | ------- | ------- | ------- |
| 131 405 | 135 654 | 139 913 | 144 283 | 148 745 | 153 319 | 158 059 | 162 914 |

Согласно данным переписи 2005 года мужчины составляли 49,1 % от населения города, женщины — соответственно 50,9 %. В расовом отношении белые и метисы составляли 56,8 % от населения города; негры — 42,7 %; индейцы — 0,5 %..
Уровень грамотности среди населения старше 5 лет составлял 82,9 %.